# Acatitla, San Luis Potosí
Acatitla är en ort i Mexiko.   Den ligger i kommunen San Martín Chalchicuautla och delstaten San Luis Potosí, i den sydöstra delen av landet, 220 km norr om huvudstaden Mexico City. Acatitla ligger 261 meter över havet och antalet invånare är 116.
Terrängen runt Acatitla är kuperad västerut, men österut är den platt. Runt Acatitla är det ganska tätbefolkat, med 80 invånare per kvadratkilometer. Närmaste större samhälle är Tamazunchale, 17,7 km sydväst om Acatitla. I omgivningarna runt Acatitla växer huvudsakligen savannskog.